# Herec (seriál)
Herec je  český třídílný dramatický televizní seriál z roku 2020 režiséra Petera Bebjaka, podle scénáře Petra Boka a Pavla Gottharda. Seriál se odehrává v padesátých letech dvacátého století v Československu.
Titulní roli v seriálu ztvárnil Jan Cina, který představuje mladého herce Stanislava Láníka. Láník se nachází ve složité životní situaci a navíc je homosexuál. Toho ale využije Státní bezpečnost, která mu nabídne spolupráci: Láník se stane návnadou při kompromitování vlivných osobností a za to pak dostane herecké příležitosti. Kromě Ciny se v hlavních rolích seriálu objevili například Jenovéfa Boková, Emília Vášáryová, Martin Finger nebo Adrian Jastraban.
Třídílný seriál se vysílal každý nedělní večer od 11. října do 25. října 2020, na kanálu ČT1.

## Obsazení
| Jan Cina           | Standa Láník                                    |
| Jenovéfa Boková    | Anežka Láníková, Standova sestra                |
| Emília Vášáryová   | Božena Hrubá, babička Standy a Anežky           |
| Martin Finger      | kapitán Jindřich Korčák, řídící důstojník StB   |
| Adrian Jastraban   | Karel Štěpánský, domovník a zapálený komunista  |
| Jan Nedbal         | Zdeněk Špork, Anežčin snoubenec                 |
| Luboš Veselý       | profesor Viktor Hél                             |
| Pavel Batěk        | plukovník Vladimír Kempný                       |
| Elizaveta Maximová | Marta Švarcová, herečka z vinohradského souboru |
| Judit Bárdos       | Eva Doležalová, amatérská herečka               |
| Alexander Bárta    | Daneš                                           |
| Julius Oračko      | Farkaš                                          |
| Vasil Fridrich     | ředitel Vaněk                                   |
| Jevgenij Libezňuk  | plukovník Blochin                               |
| Lukáš Latinák      | režisér Pasák                                   |
| Dana Černá         | sekretářka                                      |
| Jiří Šimek         | Karel Semerád                                   |

## Recenze
- Kristina Roháčková, Český rozhlas, 11. října 2020, [3]
- Martin Mažári, Totalfilm, 11. října 2020, [4]
- Mirka Spáčilová, iDNES.cz, 12. října 2020, [5]
- Lukáš Frank, FilmServer, 4. listopadu 2020, [6]

## Seznam dílů
| Č. v seriálu | Č. v řadě | Název       | Režie        | Scénář                   | Délka    | Premiéra na ČT1 | Sledovanost (v milionech) |
| ------------ | --------- | ----------- | ------------ | ------------------------ | -------- | --------------- | ------------------------- |
| 1            | 1         | Herec (1/3) | Peter Bebjak | Petr Bok, Pavel Gotthard | 77 minut | 11. října 2020  | 0,728                     |
| 2            | 2         | Herec (2/3) | Peter Bebjak | Petr Bok, Pavel Gotthard | 83 minut | 18. října 2020  | 0,763                     |
| 3            | 3         | Herec (3/3) | Peter Bebjak | Petr Bok, Pavel Gotthard | 76 minut | 25. října 2020  | 0,673                     |

## Ocenění a nominace
Seriál byl nominován na prestižní televizní cenu Prix Europa vedle známých evropských seriálů jako Geniální přítelkyně nebo Chalífát.
V lednu 2021 byl seriál nominován na Ceny české filmové kritiky v kategorii mimo kino. Ve stejném měsíci vyhlásila též Česká filmová a televizní akademie nominace na České lvy. Seriál získal 7 nominací, a to v kategoriích: nejlepší herečka v hlavní roli (Jenovéfa Boková), nejlepší herec v hlavní roli (Jan Cina), nejlepší herečka ve vedlejší roli (Elizaveta Maximová), nejlepší scénář (Petr Bok a Pavel Gotthard), nejlepší kamera (Martin Žiaran), nejlepší střih (Marek Kráľovský) a nejlepší televizní film nebo minisérie.